# Halmágyi Samu
Halmágyi Samu (Alsószentmihály, 1880. május 22. – Arad, 1962. december 31.) erdélyi magyar költő, publicista.

## Életpályája
Dicsőszentmártonban volt tanár s a Kisküküllőmegyei Tanügy című szaklapot szerkesztette. Az ugyanitt megjelenő Vármegyei Hírlap folytatásokban közölte Ady Endre magyarsága és magyarossága című tanulmányát, melyet a szerző 1916 elején különlenyomatban elküldött a költőnek, melléje állva a Rákosi Jenővel folyó vitában. Az erdélyi Ady-kultusz e korai megnyilvánulásának egy példányát a költő Csucsáról keltezett válaszával együtt a nagyváradi Ady Endre Emlékmúzeum őrzi. A költő-tanár békevágyas versesköteteire a levélváltás után Ady hívta fel a figyelmet a Nyugatban: „különösen kedves s erdélyi, hogy Tinódi Sebestyént juttatja eszünkbe Halmágyi Samu. Ez, ilyen a mai Tinódi, ódonságos, de nyugtalan krónikás...”
Az 1920-as években a székelyudvarhelyi Polgári Leányiskola igazgatója, majd líceumi tanár; Tompa László baráti köréhez tartozik, Benedek Elekkel levelez, a Cimbora, a Tanítók Lapja munkatársa.
1937 után Aradon telepedik le, és bekapcsolódik a város irodalmi életébe. A második világháborút követő években rövid ideig az aradi 3. számú Líceum esti tagozatán természetrajzot tanított. Petőfies hangvételű költészete a líra konzervatív vonulatához kapcsolja. Gazdag könyvtárát, irodalmilag értékes kézirathagyatékát, valamint Bakóczi Károllyal és Tompa Lászlóval folytatott levelezését tanárnő-rokona őrzi Szegeden.
Verseskötetei: Még egyszer és mindig (Dicsőszentmárton 1914); Hadak útján (Dicsőszentmárton 1916); Utam (Székelyudvarhely 1923).

## További irodalom
- Ficzay Dénes: Ady Endre levelezőlapja H. S.-hoz. Igaz Szó 1956/1. – BLev. I. 1979. 99–100, 108, 115.
- Erdélyi lexikon. Szerk. Osváth Kálmán. Oradea-Nagyvárad, Szabadsajtó Könyv- és Lapkiadó Rt., 1928.
- Gulyás Pál: Magyar írók élete és munkái. Bp., Magyar Könyvtárosok és Levéltárosok Egyesülete, 1939-2002. 7. kötettől sajtó alá rend. Viczián János.
- Unitárius kislexikon. Bp., Magyar Egyháztörténeti Enciklopédia Munkaközösség, 1999.
- Új magyar irodalmi lexikon. Főszerk. Péter László. Bp., Akadémiai Kiadó, 1994.